# Cratomus megacephalus
Cratomus megacephalus är en stekelart som först beskrevs av Fabricius 1793.  Cratomus megacephalus ingår i släktet Cratomus och familjen puppglanssteklar. Arten är reproducerande i Sverige. Inga underarter finns listade i Catalogue of Life.